# 교황 클레멘스 12세
교황 클레멘스 12세(라틴어: Clemens PP. XII, 이탈리아어: Papa Clemente XII)는 제246대 교황(재위: 1730년 7월 12일 - 1740년 2월 6일)이다. 세속명은 로렌초 코르시니(이탈리아어: Lorenzo Corsini)이다.

## 생애
1652년 4월 7일 이탈리아의 피렌체에서 태어났다. 콜로지오 로마노에서 수학한 후 피사 대학교에서 법학을 공부하였다. 아버지의 사망 이후 상속권을 포기하고 기독교 신앙에 따라 사제가 되었다. 1691년 니코메디아의 명의주교가 된 후 빈의 교황청 사절, 추기경, 프라스카티의 교구장이 되었다. 이미 예술과 학문 및 행정의 대부로 알려져 있었고 평판이 좋아 교황으로 선출되었다.
클레멘스 12세는 79살이라는 노령에 눈이 좋지 않아 거의 볼 수 없게 되었어도 정열적으로 일하였다. 교회 쇄신을 위해 전임 교황 베네딕토 13세의 신용을 남용하여 타락한 추기경 니콜로 코시아에게 징역 10년형을 선고하였다. 교황청의 재정을 잘 관리하여 자연 재해로 고생하던 지역에 구호품을 보내고 로마의 건축에 힘썼다. 트레비 분수와 산 조반니 인 라테라노 대성당을 보수하고 교황청 인쇄소를 설치하였다.
외교 면에서는 어려움을 겪었다. 파르마와 피아첸차의 대공 안토니오 파르네세가 후손을 남기지 못하고 1731년에 사망하자 스페인의 펠리페 5세의 아들 돈 카를로스가 교황청의 종주권을 무시하고 대공직을 요구하여 두 마을을 차지해 버렸다. 클레멘스 12세는 엄중히 항의하였으나 별 소용이 없었고 오히려 돈 카를로스가 오스트리아 세력을 이탈리아반도에서 몰아내는 전쟁에 중립을 지키지 않을 수 없었다.
얀센파에 대해서는 전임 교황들의 방침을 따랐다. 얀센파가 조금씩 쇠퇴해지자 유럽에서 프리메이슨이 조직되어 기독교인들을 괴롭혔다. 이들은 비밀결사단체로서 자연윤리관을 따르고 비밀 서약에 의해 결사단체를 이루어, 만약 이를 어길 경우에는 엄한 벌을 주는 단체로서 정통 기독교 신앙과는 맞지 않았다. 클레멘스 12세는 칙서 In Eminenti를 발표하여 이들을 파문함으로써 위협하였다.
클레멘스 12세의 큰 업적은 선교 정책에 있었다. 이탈리아 남부 울라노에 그리스 전례 신학교를 세우고 프란체스코회원들을 아비시니아에 파견하여 로마와 일치하게 하였다. 레바논에는 뛰어난 신학자들과 바티칸 도서관 직원 조반니 아세마니를 파견하여 그 곳의 교회를 지원하게 하였다. 아시아 선교에 있어서는 중국식 의식과 말라바르 의식을 금하였다.
클레멘스 12세는 줄리오 알베로니 추기경이 산마리노를 점령하였으나 시민들의 항의를 받아들여 그들의 자유를 회복시켜 주었다.
| 전임 베네딕토 13세 | 제246대 교황 1730년 7월 12일 - 1740년 2월 6일 | 후임 베네딕토 14세 |

## 같이 보기
- 교황 목록